# 心情約會
《心情約會》（英語：Joyful Athkii），是香港電視廣播有限公司的一個訪談節目，由鄭秀文、鄭丹瑞主持，共六集。此節目於2017年3月18日起開始至4月22日逢星期六晚19:30－20:00在翡翠台播播出。本節目主要是曾經擁有情緒病藝人的專訪。

## 每集內容
| 集數 | 播映日子 | 主題                                     |
| 01   | 3月18日  | 疑病症為張堅庭引發笑話連篇               |
| 02   | 3月25日  | 抑鬱症救回林建明一命？                   |
| 03   | 4月1日   | 高錕伉儷同心對抗認知障礙症               |
| 04   | 4月8日   | 薛凱琪回望抑鬱症黑暗日子                 |
| 05   | 4月15日  | 傻大姐形象將陳淑蘭推向失常               |
| 06   | 4月22日  | 鮑起靜、谷祖琳、胡渭康談家人患情緒病感受 |

## 外部連結
- 心情約會 - 主頁 - tvb.com （页面存档备份，存于）